# IC 3125
IC 3125 је појединачна звијезда у сазвјежђу Береникина коса која се налази на листи објеката дубоког неба у Индекс каталогу.
Деклинација објекта је + 24° 21' 56" а ректасцензија 12h 18m 25,5s.